# Urangaua analis
Urangaua analis là một loài bọ cánh cứng trong họ Cerambycidae.